# Мухаммед бен Бектемир
Мухаммед бен Бектемир или Малик аль-Мансур Мухаммед (тур. Muhammed ben Begtemür, Malik el Mansur Muhammed; 1185/86 — ум. после 1206) — в 1198—1206 годах правитель эмирата с центром в Хлате.

## Биография

### Ранние годы
Отцом Мухаммеда был Сейфеддин Бектемир, гулям Сукмана II, правителя эмирата с центром в Хлате. У Сукмана не было сыновей, поэтому Бектемира, своего лучшего военачальника, он назначил своим наследником. Однако в 1193 году Бектемир был убит то ли своим зятем Аксунгуром Хезар Динари, то ли ассасинами (Батинитами). Аксунгур Хезар Динари стал править эмиратом, а жену Бектемира и Мухаммеда заточил  в замке в Муше. Аксунгур объединился с меликом Эрзурума, Тугрулшахом, разгромил грузинские войска и захватил много добычи. В источниках ходят разные слухи о его смерти. По описанию Сибта Ибн аль-Джаузи сам Мухаммед убил Хезар Динари в 604 (1207/08) году. Однако эти данные недостоверны. Более вероятна версия Абу-ль-Фиды, писавшего о том, что Аксунгур умер в 594 году (1197/98) после пяти лет правления. После убийства Хезар Динари Мухаммед был освобожден из тюрьмы и объявлен номинально правителем.

### Правление Шуджаэддина Кутлуга (1198)
Поскольку Мухаммеду было всего двенадцать лет, реально править в Хлате стал ещё один бывший гулям, по имени Шуджаэддин Кутлуг. Хотя Кутлуг и объявил правителем Мухаммеда, но отстранил его от власти из-за разногласий. Сын Бектимура настроил людей против Кутлуга, якобы, объявив, что Кутлуг был армянского происхождения. Происхождение Кутлуга неясно. Источники либо называют его армянином из Сассуна, либо пишут о его кыпчакском происхождении. Бунтовщики захватили Кутлуга в замке, где он нашёл убежище и убили его через 7 дней правления. Ибн Аль-Асир и Мунеджимбаши писали, что Кутлуг был дальновидным и справедливым правителем, хорошо относившимся к людям, тогда как сын Бектимура был испорченным человеком. После убийства Кутлуга в Хлате возникли беспорядки, но в конце концов сын Бектимура вступил на престол с титулом «эль-Малик аль-Мансур» (1198—1207).

### Правление Мухаммеда (1198—1206)
Мхитар Айриванеци писал, что в «1201 году в Хлате взяли в плен Иване, и по заключении мира, отпустили его». Но затем грузины снова заняли много городов. Они прибыли в Эрзинджан в 1204 году, разграбили город и вернулись со многими пленниками. Ибн аль-Асир писал, что грузины дважды в 601 [1204/5] году вторгались на земли эмирата и в первый раз дошли до Манцикерта, а второй — до Эрджиша. Затем они подошли к замку ат-Тину, который принадлежах эмирату Хлата, но лежил на границе с областью Эрзерума. Мухаммед собрал свои войска и отправился к Тугрулшаху, сыну Кылыч Арслана, владевшему Эрзерумом, просить помощи против грузин. Мухаммед и Тугрулшах у Саманкале на границе княжества Эрзурум разбили грузин и взяли много пленников, среди которых был и главнокомандующий Закаре (Ибн аль-Асир ошибочно утверждал, что Закаре погиб). Грузины снова напали на Хлат в 1205 году. Мухаммед не мог организовать оборону, потому что он был очень молод, поэтому грузины не встретили серьёзного сопротивления. Однако люди собрались вокруг суфиев, и добровольцы победили грузин, для которых это оказалось не слишком тяжёлым ударом. В следующем году они снова напали на Хлат.
Мухаммед был плохим правителем, его интересовали не дела государства, а весёлое времяпровождение. Мухаммед всё больше и больше проводил время в пьяных развлечениях, что окончательно отвратило от него народ. В 1206 году некоторые жители Хлата отправили письмо племяннику Сукмана II Артукиду Мардина Насиреддину Артуку Арслану и пригласили его прибыть.

### Свержение Мухаммеда (1206)
В это время эмир Балабан, ещё один бывший гулям Сукмана II, восстал против Мухаммеда, захватил Манцикерт и двинулся на Хлат с собранными силами. Насиреддин Артук Арслан прибыл из Мардина в Хлат, не ожидая противодействия. Узнав об этом, правитель Джизре и Харрана Айюбид Аль-Ашраф сразу же напал на Мардин и, захватив добычу, стал лагерем в Дунайсире (крепость в 20 км от Мардина). Артук Арслан оказался между двумя угрозами: с одной стороны Балабан шёл к Хлату, с другой стороны аль-Ашраф разорил Мардин. Выбрав спасение своего эмирата, Артук Арслан спешно вернулся в Мардин. После отъезда Артука от Хлата Балабан напал на город. Но Мухаммед смог собрать людей и отразить нападение Балабана, которому пришлось отступить. Тогда Балабан собрал солдат из Манзикерта, Эрджиша и других замков и снова пошёл к Хлату. Он написал старейшинам города, переманивая их на свою сторону и обещая привилегии. Старейшины приняли предложение Балабана, потому что знали, что сын Бектимура не может управлять страной и любит пить и развлекаться, однако они попросили Балабана поклясться, что он не будет захватывать город силой. Затем они передали сына Бектимура и Хлат ему. Балабан заключил Мухаммеда в тюрьму и стал править эмиратом.
Балабан был последним шахом Хлата.